# Mohaisen Al-Jam'an
Mohaisen Mubarak Jam'an Al Dosari, plus connu sous le nom de Mohaisen Al-Jam'an (arabe : محيسن الجمعان) (né le 16 octobre 1966 à Riyad en Arabie saoudite) est un joueur de football international saoudien, qui évoluait au poste d'attaquant.

## Biographie

### Carrière de sélection
Avec l'équipe d'Arabie saoudite, il a disputé 106 matchs (pour 23 buts inscrits) entre 1984 et 1998, et fut notamment dans le groupe des 23 lors de la Coupe d'Asie des nations de 1984, ainsi que lors de la Coupe des confédérations de 1997.
Il a également disputé les JO de 1984.

## Palmarès
Al Nasr Riyad
| - Championnat d'Arabie saoudite (3) : - Champion : 1988-89, 1993-94 et 1994-95. - Vice-champion : 1990-91. - Coupe d'Arabie saoudite (3) : - Vainqueur : 1985-86, 1986-87 et 1989-90. - Finaliste : 1988-89, 1990-91 et 1995-96. - Ligue des champions : - Finaliste : 1994-95. |  | - Coupe d'Asie des vainqueurs de coupe (1) : - Vainqueur : 1997-98. - Finaliste : 1990-91. - Supercoupe d'Asie (1) : - Vainqueur : 1998. - Coupe du golfe des clubs champions (2) : - Vainqueur : 1996 et 1997. |